# Bavent
Bavent ist eine französische Gemeinde mit 1.912 Einwohnern (Stand 1. Januar 2022) im Département Calvados in der Region Normandie; sie gehört zum Arrondissement Lisieux und zum Kanton Cabourg.
Das Gemeindegebiet wird vom Flüsschen Divette durchquert, das hier noch Saint-Laurent genannt wird.

## Bevölkerungsentwicklung
- 1962: 0905
- 1968: 0984
- 1975: 0993
- 1982: 0914
- 1990: 1606
- 1999: 1723
- 2016: 1791

## Sehenswürdigkeiten
- Kirche Saint-Hilaire, 12. bis 19. Jahrhundert

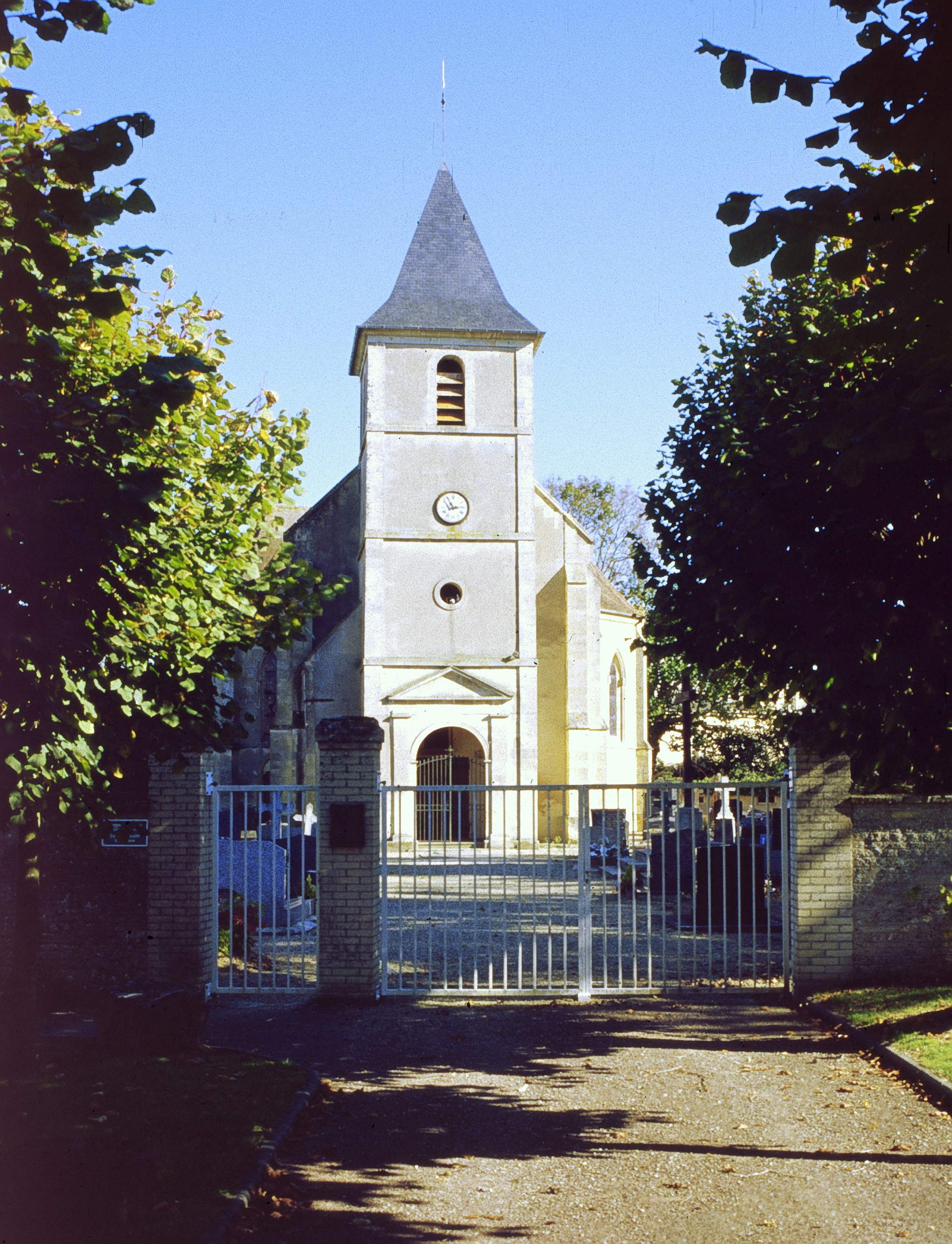
Kirche Saint-Hilaire

## Gemeindepartnerschaften
- Geiselbach, Unterfranken